# Мирра (смола)

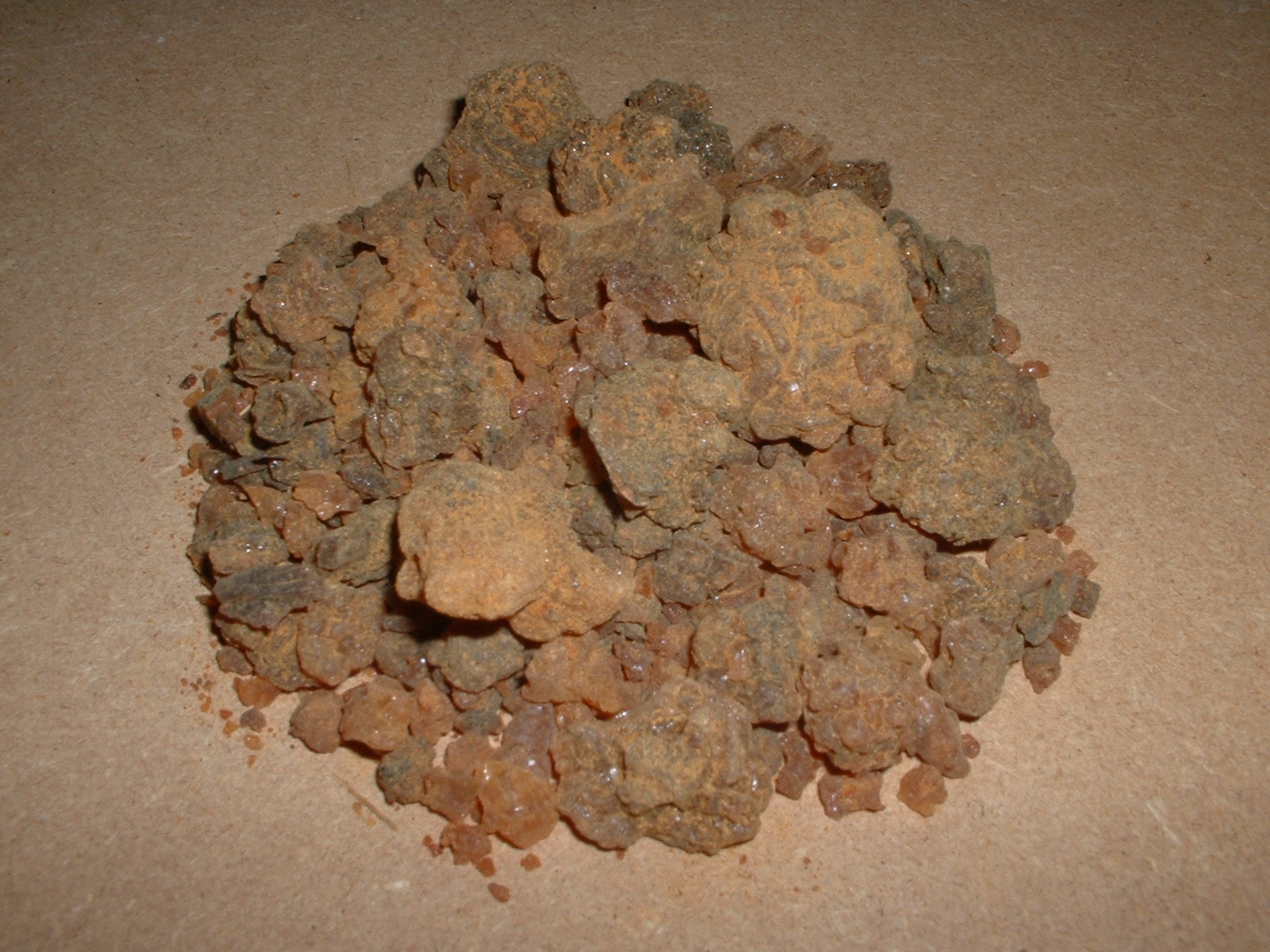
Мирра из региона Дофар в Омане

Ми́рра (др.-греч. μύρρα из араб. مر‎, мурр — горький), миро, смирна — камедистая смола, получаемая от африканских и аравийских деревьев рода Коммифора (семейство Бурзеровые), в особенности от Commiphora myrrha.
Камеде-смола вытекает из паренхимы коры. Мирра обладает приятным запахом и остропряным вкусом, содержит 40—67 % камеди, 28—35 % смолы (миррин) и 2—4 % эфирного масла (миррол). В древности ценилась как благовонное курительное вещество. Использовалась при ангинах, цинге, для полосканий в зубной практике, а также для ингаляций.
Используется в медицине (лат. Gummi-resina Myrra) как средство, улучшающее пищеварение, вяжущее, антисептическое в виде порошка и настойки, и в парфюмерной промышленности. В пособии для средних специальных учебных заведений, составленном Т. А. Мельниченко, утверждается, что её аромат «вселяет оптимизм и снимает эмоциональное напряжение».